# 親子情未了
《親子情未了》，香港亞洲電視的自製劇集。全劇共30集。
此劇曾於2002年下旬及2004年於亞洲電視本港台重播。

## 演員表

### 陸家
| 演員   | 角色   | 暱稱/關係 |
| 張同祖 | 陸一帆 | 拉車司機，後為的士行老闆 陸國才、陸國豪之父 康仲文之老爺 胡美璇之親家 陸兵丁、陸兵噹之爺爺 譚 堅、周麗玲之好友 陳炳基之好友，後反目 20年前擔任陳炳基的借貸擔保人，後因陳炳基潛逃而被財務公司追債，錯手之下誤殺債主，被判入獄20年而導致妻離子散 於第1集出獄並從廣州接陸兵丁回港 於第28集被陳炳基嫁禍殺害郭振發，後於第30集無罪釋放                          |
| 尹天照 | 陸國才 | 電視台武術指導 陸一帆之長子 胡美璇之女婿 康仲文之夫，曾離婚，後復合 陸國豪之兄 陸兵丁、陸兵噹之父 鍾曼怡之前男友 唐偉生之情敵，後為好友 因陸一帆入獄而一度痛恨其，後相處日久而和解 曾一度捐助自己骨髓予陸兵丁令其血癌康復 |
| 李婉華 | 康仲文 | 胡美璇之女 陸一帆之媳婦 陸國才之妻，曾離婚，後復合 陸國豪之大嫂 陸兵丁、陸兵噹之母 唐偉生之前女友，後為好友 鍾曼怡之情敵 於第29集與陸兵丁被陳炳基之手下綁架以威脅陸一帆認罪，後於第30集被救回 於第30集誕下陸兵噹 |
| 袁文傑 | 陸國豪 | 電裡台助理編導，後升為導演 陸一帆之次子 陸國才之弟 陸兵丁、陸兵噹之二叔 余詠琪之男友，後為未婚夫 姚海琳之前男友，後為好友 |
| 孫耀豐 | 陸兵丁 | 陸國才、康仲文之長子 陸兵噹之兄 陸一帆之長孫 陸國豪之長姪 譚子聰之好友 幼年被陸國才交給親戚照顧，展轉之下被送往廣州一個漁場老闆照顧，於第1集被陸一帆接回香港定居 後被證實患上血癌，曾因陸國才捐助骨髓而一度康復。唯因服食過量癌症藥物而復發，其後因陸兵噹出生得到親子骨髓移植而再度康復 於第29集與康仲文被陳炳基之手下綁架以威脅陸一帆認罪，後於第30集救回 |

### 譚家
| 演員   | 角色   | 暱稱/關係 |
| 張 立  | 譚 堅  | 拉車司機，後為的士司機 陸一帆之好友 陳炳基之好友，後因其陷害陸一帆而反目，一直痛恨其 喜歡周麗玲，後於第30集結婚 譚子青、譚子聰之繼父 20年前賣掉的士牌替陸一帆還債 |
| 潘冰嫦 | 周麗玲 | 陸一帆之好友 譚子青、譚子聰之母 喜歡譚堅，後於第30集結婚 |

### 其他角色
| 演員   | 角色     | 暱稱/關係 |
| 陳麗斯 | 胡美璇   | 大律師 康仲文之母 陸國才之岳母 陸一帆之親家 陸兵丁、陸兵噹之外婆 於第28集成為陸一帆之辯護律師 |
| 黃智賢 | 唐偉生   | 醫生 康仲文之前男女，後為好友 陸國才之情敵，後為好友 為保護余詠琪而錯手誤害一名病人，雖後來無罪釋放（因余詠琪給假口供），但因受不住良心責備而離職。其後轉往無國界醫生發展                                                                  |
| 珈 潁  | 余詠琪   | 護士 陸國豪之女友，後為未婚妻 姚海琳之好友兼情敵 喜歡唐偉生 於第29集替愛滋病患者打針時受傷，後於第30集被證實患上愛滋病 |
| 樓茜妮 | 姚海琳   | 原為按摩師，後得電視台賞識而成為演員 郭振發之情婦 陸國豪之前女友，後為好友 余詠琪之好友兼情敵 曾被陳炳基包養 於第27集間接害死郭振發 後於第30集返回內地電視台發展                                                                           |
| 陳芷菁 | 鍾曼怡   | 電視台前一姐 陸國才之前女友 康仲文之情敵 曾懷有陳炳基之骨肉，後被其私下進行墮胎手術 於第27集親眼目睹陳炳基殺害郭振發，後假裝患有精神病以避過陳炳基之追殺 曾於第29集從醫院逃走離開香港以自保 後因受不住良心責備而於第30集決定出庭指證陳炳基 |
| 吳廷燁 | 洪 偉    | 陸國才之好友 因在內地打傷人而被通緝，後得陸國才幫助得以重回香港 |
| 鍾慧寧 | 芳       | 洪偉之妻 |
| 黃韻材 | 郭振發   | 於第28集被陳炳基殺害 |
| 江 圖  | 陳炳基   | 陸一帆之好友，後反目 於第28集嫁禍陸一帆殺害郭振發 |
| 冼灝英 | 權       | 陳炳基之助手 |
| 譚倩紅 | 郭老太   | 郭振發之母 |
| 黃美芬 | 媚       | |
| 鮑起靜 | 周陳麗賢 | 法官 |